# Costa Oriental de Quintana Roo
La Costa Oriental de Quintana Roo es una región arqueológica de Mesoamérica correspondiente a la cultura maya localizada en la costa del este del estado de Quintana Roo y la isla de Cozumel en México bordeando el mar Caribe. La región se caracteriza por un estilo arquitectónico y escultórico único con elementos y características arqueológicas propias compartidas por los sitios edificados a lo largo de la costa, cuyos rasgos más representativos son los templos con columnas circulares labradas con esculturas, adoratorios, puertos y murallas defensivas.
La Costa Oriental de Quintana Roo se desarrolló durante el periodo posclásico de la civilización maya hasta la llegada y encuentro con los conquistadores españoles entre los años 1200 al 1550 como un gran centro de comercio marítimo, sus sitios están edificados a orillas del mar Caribe sobre caletas entre lagunas y manglares, una ubicación geográfica que convirtió a las ciudades en puertos de comercio conectados por una extensa red de navegación de cabotaje. La geografía de la región también fue un aspecto significativo para la cosmovisión maya, el océano era venerado y a lo largo de la región se edificaron templos ceremoniales y adoratorios consagrados a la diosa maya Ixchel como el ubicado en la isla de Cozumel los cuales se convirtieron en centros de peregrinaje para los habitantes prehispánicos.
Los sitios mayas de la Costa Oriental son: Tulum, Xel Há, Xcaret, Muyil, El Meco, El Rey, Tankah, Chakalal, Tupak, Chamax, Xaman Há, San Gervasio, Xlahpak, Xcalacoco, Chac Mool, Chenchomac, Calica (o Rancho Ina), San Miguelito, Oxamach, Xpu Há, Paamul, Yamil Lu’um, Isla Mujeres, Paso de la Viuda, Tampak, Kaa’Peechen, Ni Ku’, Pu Ha, Ta’akul, Hunal Kunah, Satachannah, Punta Piedra, cueva Ocho Balas, entre otros.

## Ubicación
La región de la Costa Oriental de Quintana Roo abarca la zona costera que va desde el norte de Cancún, la Riviera Maya y la Reserva de la Biósfera Sian Ka'an así como la isla de Cozumel e Isla Mujeres en el estado de Quintana Roo, México.

## Estilo arquitectónico
Los sitios mayas de la Costa Oriental comparten elementos y características arquitectónicas comunes que engloban el denominado estilo Costa Oriental de la arquitectura maya. Un rasgo implementado en la región son los techos planos del interior de los templos y edificios a diferencia de las tradicionales bóvedas con arco que se utilizaban en las construcciones mayas de otras regiones durante épocas más antiguas.

### Adoratorios
Una de las construcciones más representativas de la región son los adoratorios consagrados a distintas deidades, en su mayoría a la diosa Ixchel. Los adoratorios mayas son pequeños edificios cuadrados de una sola entrada, se encuentran distribuidos a orillas del mar o de los cuerpos de agua cercanos al sitio al que pertenecen, también se han encontrado dentro de otros templos o dentro de cuevas acuíferas.

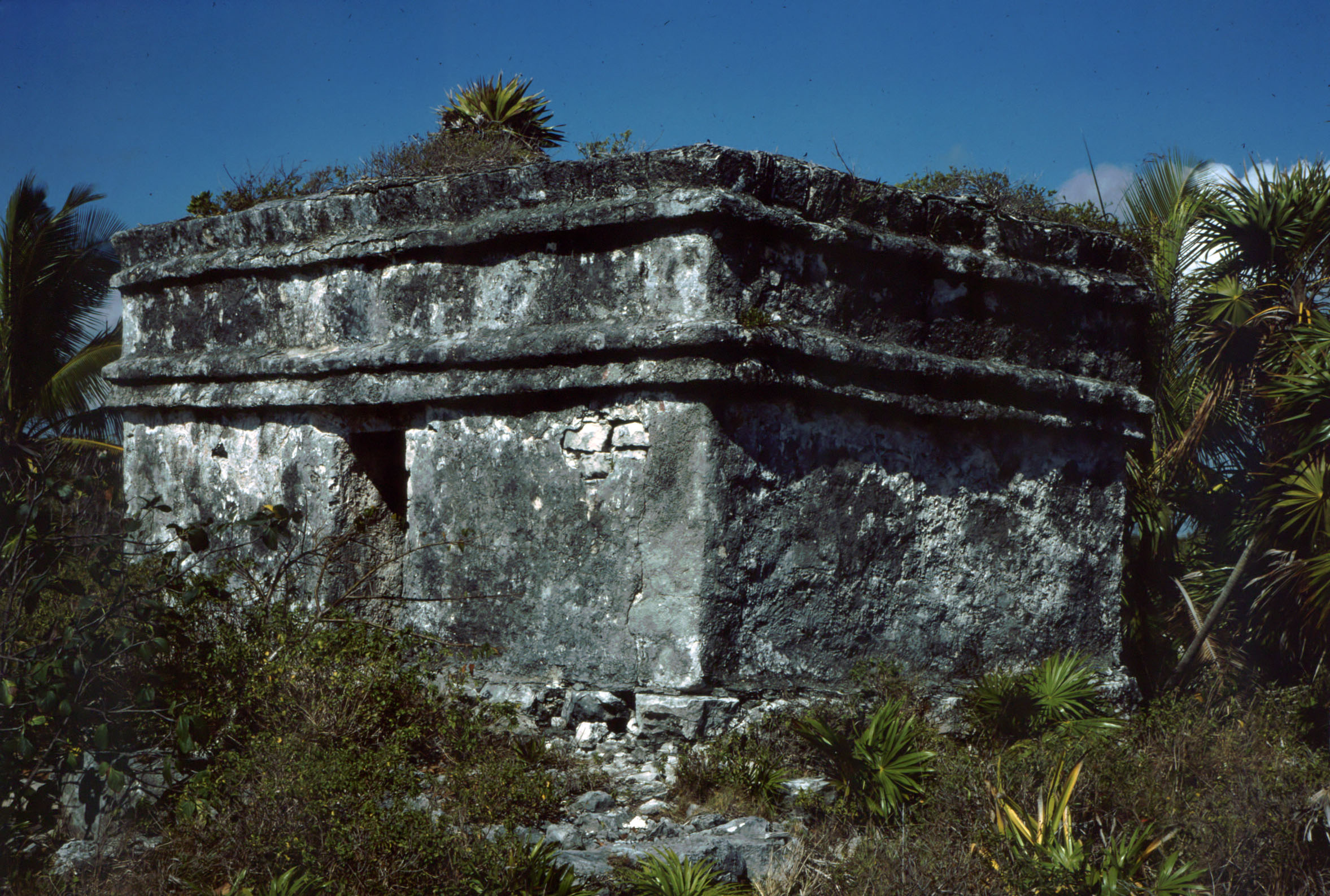
Adoratorio de Chakalal

## Historia
En la región costera hay indicios de presencia humana desde antes del comienzo del periodo preclásico de Mesoamérica. Los asentamientos más tempranos de la Costa Oriental datan del periodo preclásico tardío y del periodo clásico, aunque para ese periodo eran solamente pequeñas comunidades pesqueras asentadas frente al mar y dependientes de sitios mayores al interior de la península de Yucatán como Cobá. Luego del colapso de las grandes ciudades mayas del periodo clásico en el denominado colapso maya y a partir del periodo posclásico, con la consagración de Mayapán como una potencia hegemónica y bajo control de Chichén Itzá se inicia un gran desarrollo de la costa oriental debido a su red de navegación marítima. Para la navegación, los antiguos mayas empleaban canoas de remo fabricadas a partir de troncos ahuecados, este tipo de transporte está documentado en los murales y el códice de Dresde de Chichén Itzá y varias fuentes españolas coloniales posteriores. Entre 1517 y 1518 llegaron las primeras expediciones españolas a la costa del este de la península de Yucatán iniciando un periodo de decadencia en las ciudades de la Costa Oriental, los sitios disminuyeron lentamente sus poblaciones tanto por guerras y enfermedades hasta el abandono absoluto entre el 1550 y el 1600 cuando solo quedaron algunos habitantes en la región y las ciudades quedaron en ruinas.

## Galería

Arqueología de la Costa Oriental de Quintana Roo
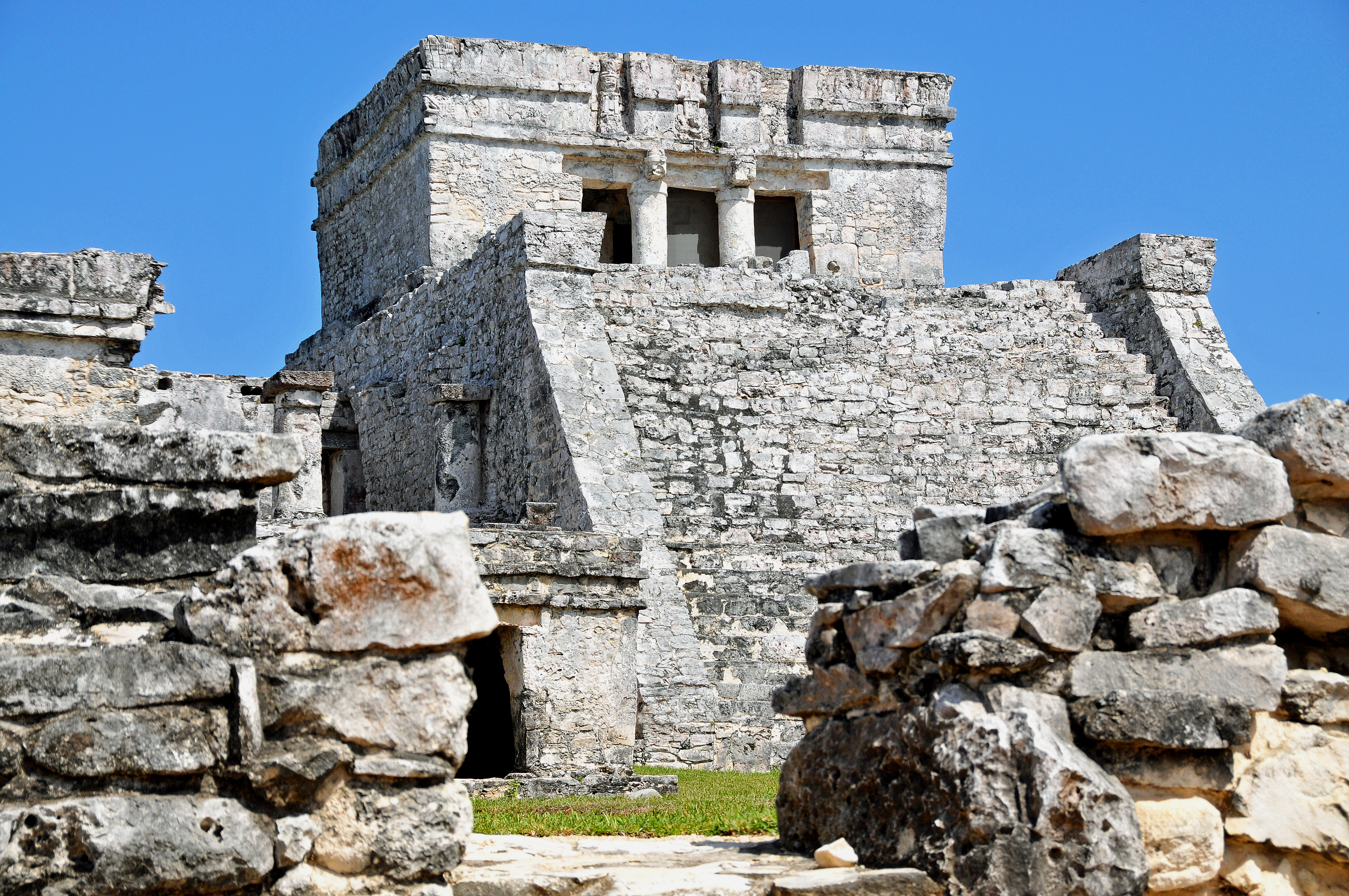
El Castillo de Tulum
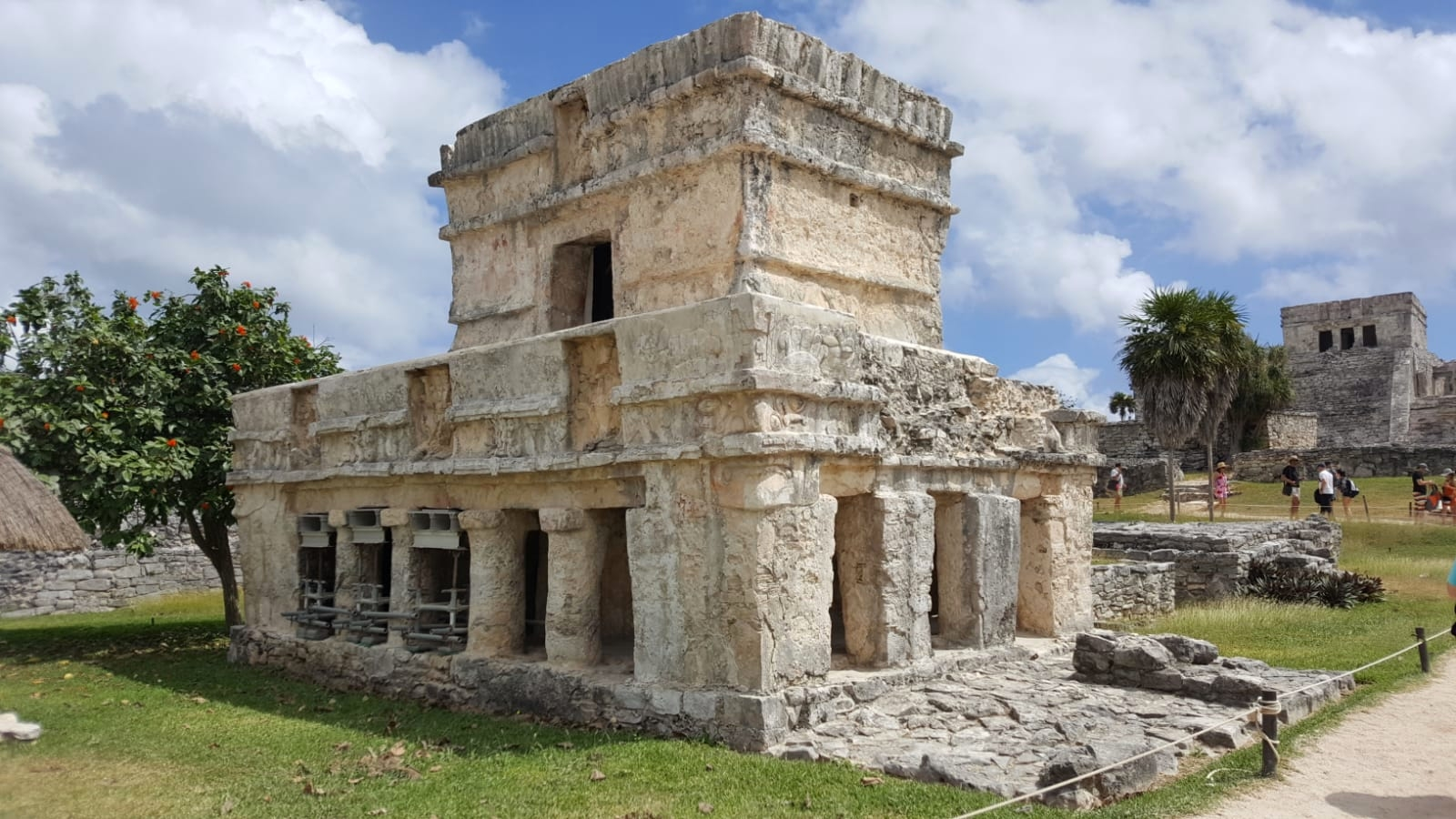
Templo de los Frescos en Tulum
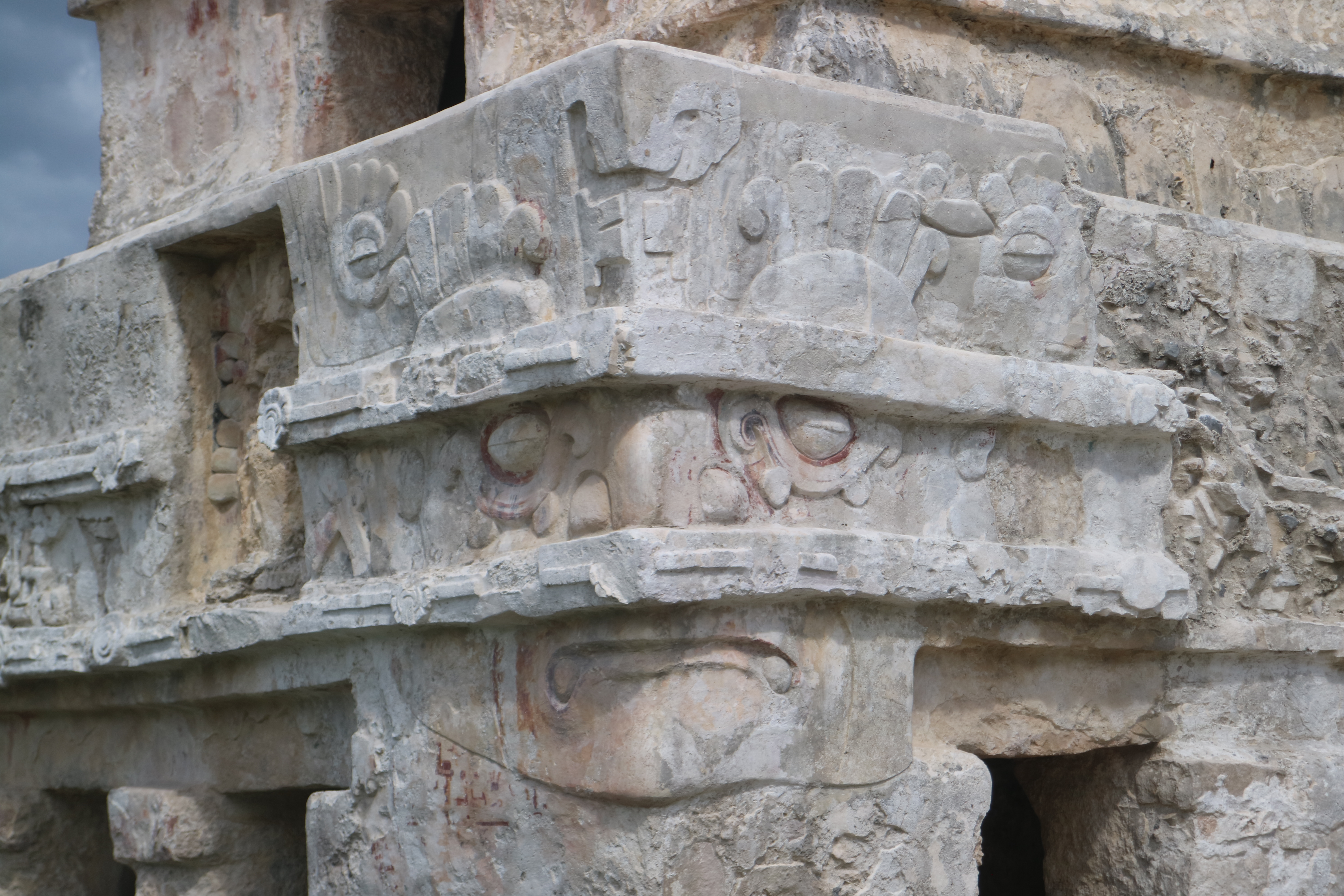
Mascarón de estuco en Tulum
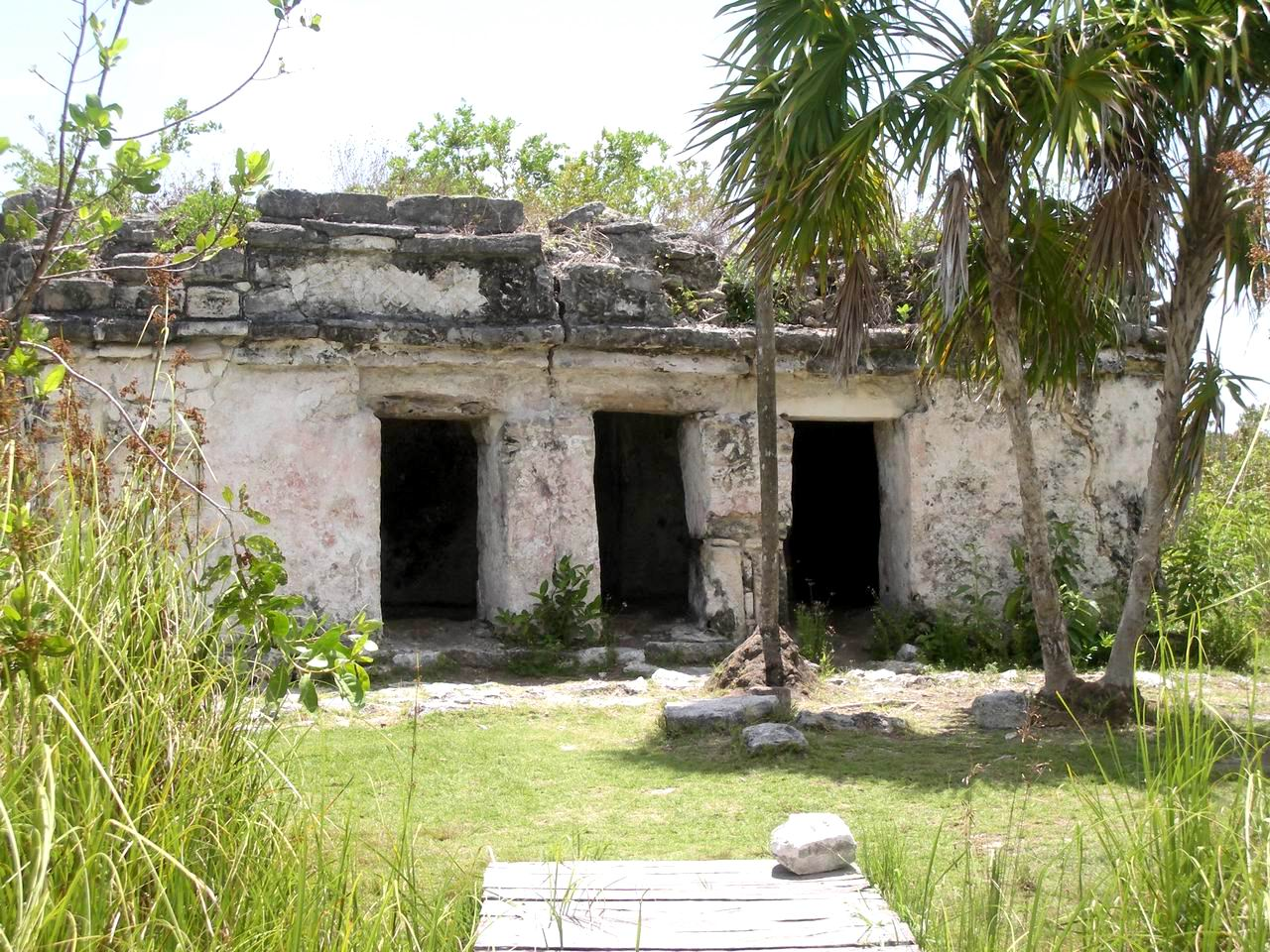
Templo de Xlahpak
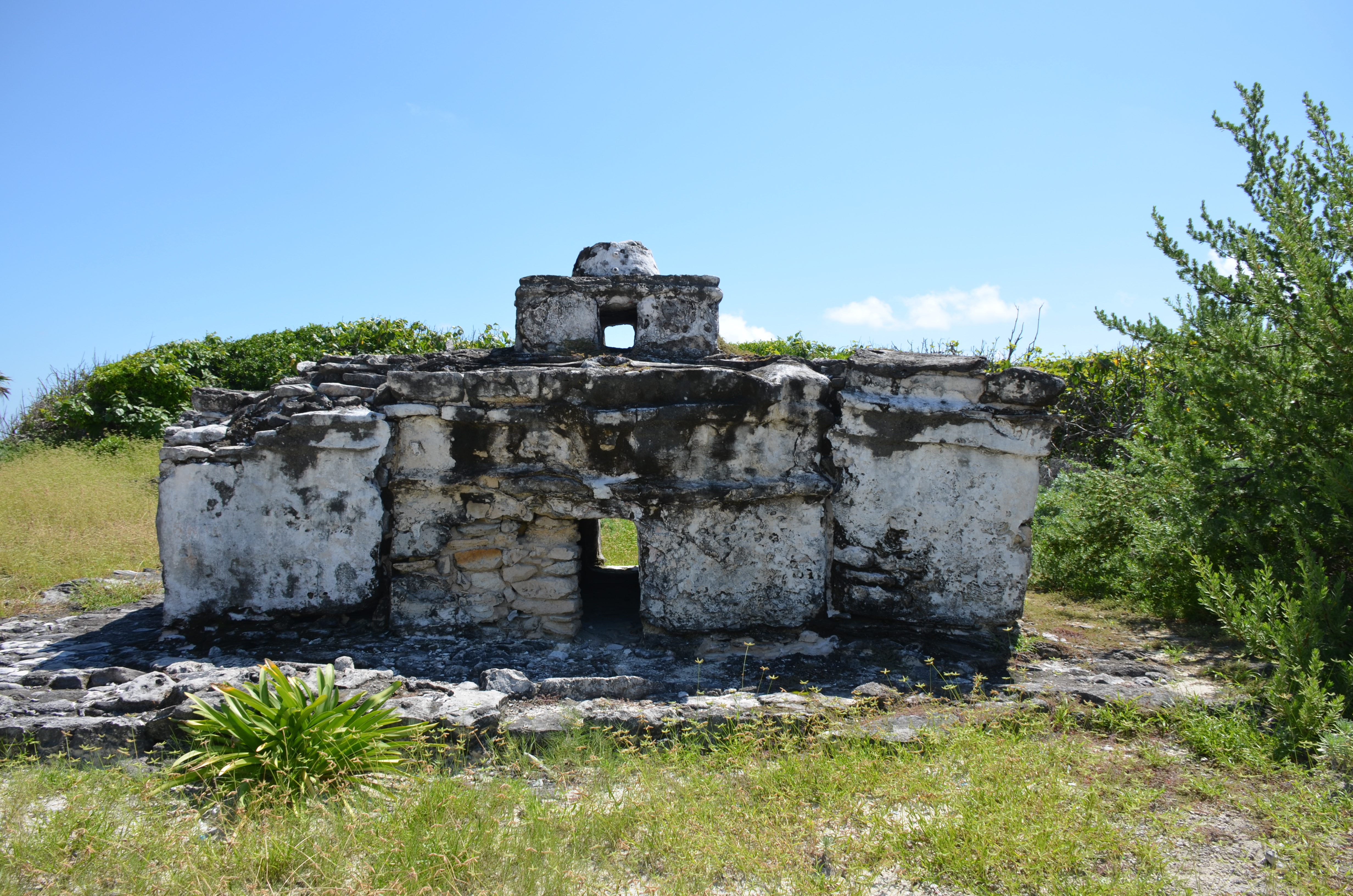
Adoratorio El Caracol
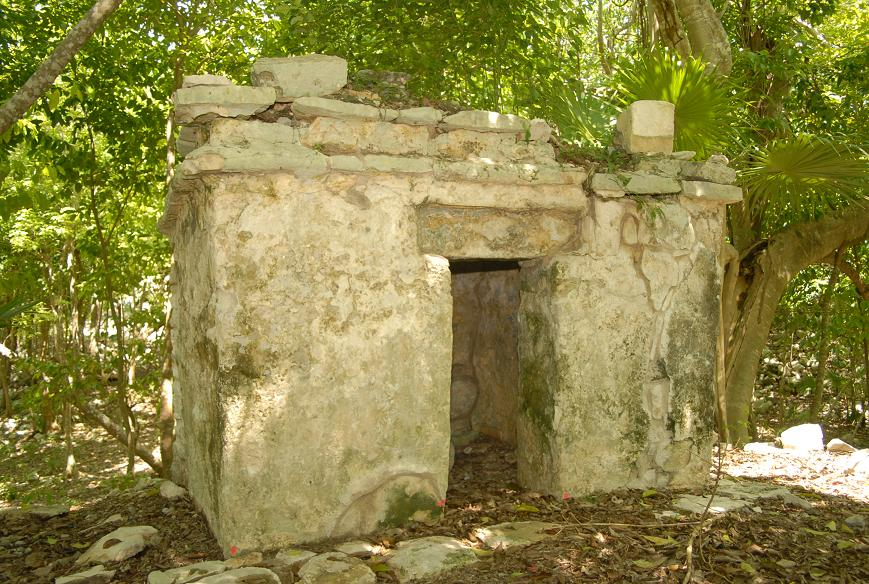
Adoratorio en Tankah
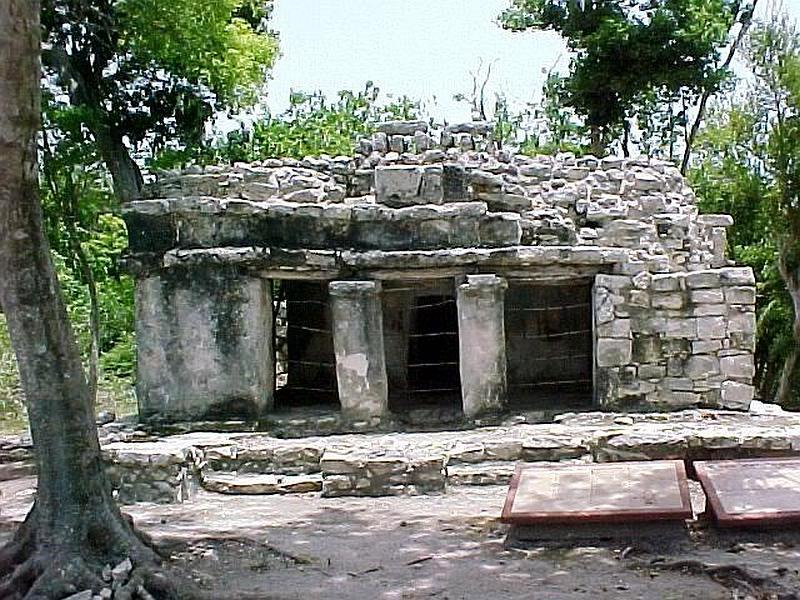
Templo en Xel Há
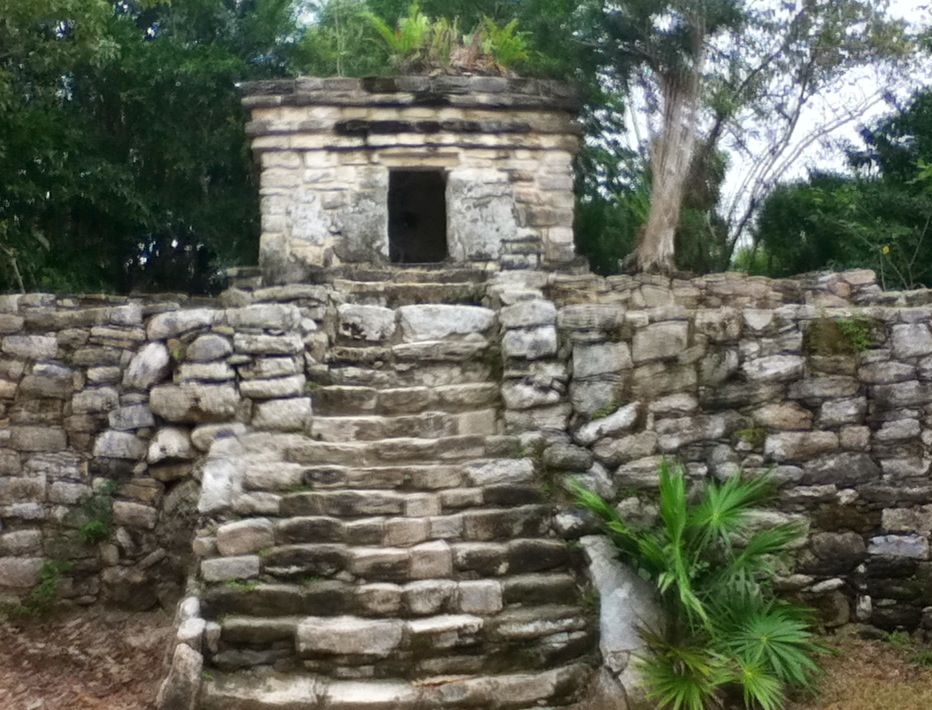
Templo en Xcaret
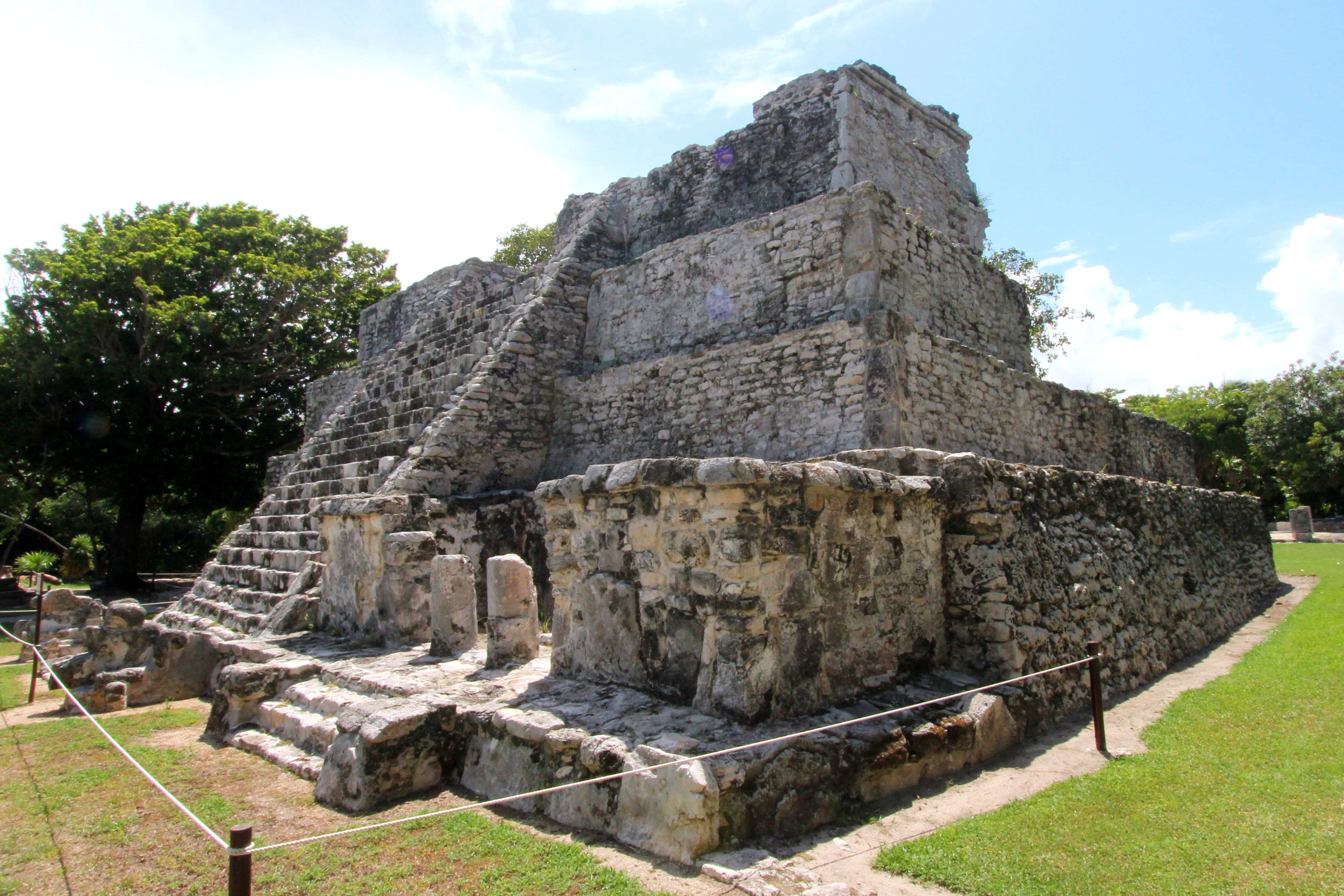
El Castillo de El Meco
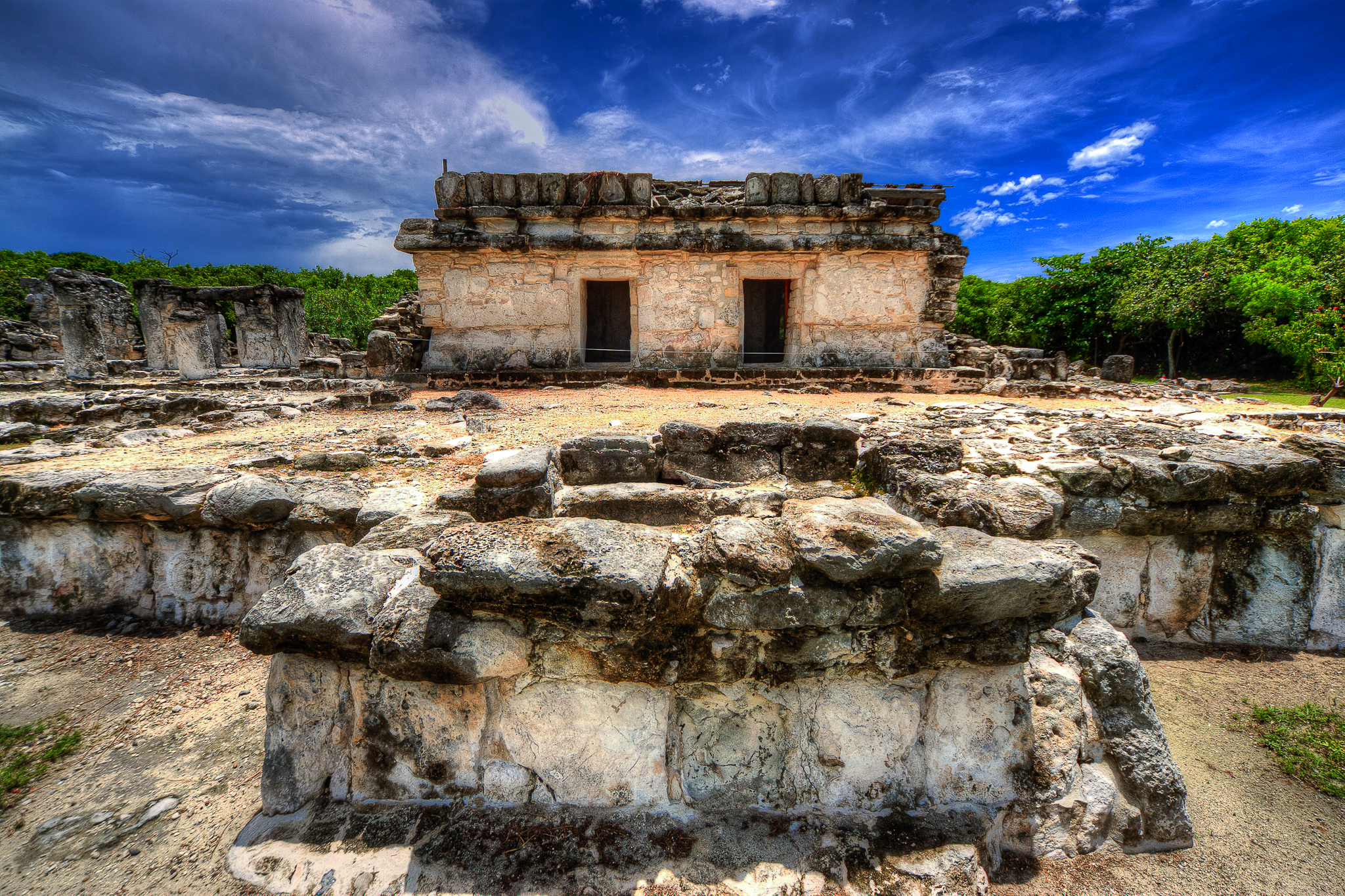
Templo en El Rey